# Era Serreta
Era Serreta és una serra situada al municipi de Canejan a la comarca de la Vall d'Aran, amb una elevació màxima de 1.902 metres.